# Basketens ursprungliga regler
De första reglerna inom basketen skrevs av sportens grundare Dr. James Naismith. Han ville att sporten skulle vara enkel och skrev därför endast 13 regler.
Reglerna beskrevs i december 1891 i Springfield, Massachusetts, USA. Listan blev publicerad i januari 1982 i Springfield Colleges skoltidning, The Triangle.

## Reglerna
- 1. Bollen får kastas åt vilket håll som helst med en eller två händer.
- 2. Bollen får slås åt vilket håll som helst med en eller två händer, dock ej med knuten näve.
- 3. En spelare får inte springa med bollen, utan måste passa bollen från det ställe han fångar den.
- 4. Bollen får endast hållas i eller mellan händerna.
- 5. Man får inte slå, hålla eller knuffa en motståndare. Vid överträdelse av denna regel utdöms "foul". Andra gången detta händer blir spelaren utvisad tills det att motståndarna gjort mål. Om foulen bedöms vara avsiktlig blir spelaren utvisad och får inte ersättas av annan spelare.
- 6. Foul utdöms vid knytnävsslag mot bollen samt vid överträdelse av reglerna 3, 4 och 5.
- 7. Om ett lag foular tre gånger i rad skall det räknas som mål för motståndarna.
- 8. Mål utdöms då en spelare som står med båda fötterna på golvet, kastar eller puttar bollen i korgen och bollen stannar kvar däri. (I basketens början hade man persikokorgar med botten och inte ringar med ihåliga nät som i dagens basket.)
- 9. När bollen är utanför spelplanen skall inkast göras av den som först rör bollen. Vid oklarheter kastar domaren in bollen på plan. Den som gör inkastet måste kasta in bollen på plan inom fem sekunder. Om något lag försöker fördröja spelet utdöms foul.
- 10. Domaren skall döma enväldigt och kontrollera poängen. Huvudansvaret skall alltså ligga på domaren.
- 11. Domaren skall bedöma när bollen är i spel och skall ta tiden. Han godkänner när ett mål görs.
- 12. Man skall spela två halvlekar på vardera 15 minuter med fem minuters pausvila.
- 13. Det lag som gör flest mål vinner matchen. Om matchen avslutas med ett oavgjort resultat kan matchen fortsätta tills ett av lagen gör mål. Detta gäller dock bara om lagens kaptener kommer överens om detta.

Naismiths regler används fortfarande idag som grund för reglerna i basket, även om en hel del har förändrats och lagts till för att kunna utveckla sporten.